# Mambo No. 5
Mambo No. 5 è un brano musicale del musicista cubano Pérez Prado, pubblicato nel 1950 dalla casa discografica RCA Victor nel singolo Mambo No. 5/Mambo Jambo e nell'album Pérez Prado plays mucho mambo (RCA Victor, LPM 21)

## Riconoscimenti
Nel 2001 il brano è stato introdotto nella Latin Grammy Hall of Fame.

## Cover

### Versione di Lou Bega
Il cantante tedesco Lou Bega ha realizzato una cover del brano intitolata Mambo No. 5 (A Little Bit of...), pubblicata il 19 aprile 1999 come primo estratto dal suo primo album in studio A Little Bit of Mambo.

### Altre versioni
- Il comico olandese Ome Hunk ha pubblicato una propria parodia del brano intitolata Mambo Nr. 6 nel 1999, raggiungendo la top ten nella Dutch Single Top 100.[2][3]
- La BBC Records ha realizzato una versione umoristica della canzone di Bega cantata dall'attore britannico Neil Morrissey, voce del personaggio Bob della serie televisiva Bob aggiustatutto, pubblicata il 3 settembre 2001.[4] Tale versione ha raggiunto il primo posto in classifica,[5] ma è stata successivamente ritirata dalle radio in seguito agli attentati dell'11 settembre 2001.[6]